# Arona (Teneriffa)
Arona ist eine spanische Gemeinde im Süden Teneriffas mit 86.624 Einwohnern (Stand: 2024). Arona ist die am stärksten touristisch geprägte Gemeinde auf Teneriffa und verdankt ihren Reichtum den beiden Touristenhochburgen Playa de las Américas und Los Cristianos. Sitz der Verwaltung ist die gleichnamige Stadt Arona.  
Am Ortsplatz befindet sich eine Kirche im klassisch-kanarischen Baustil, daneben das sehenswerte Rathaus.
Die Gründung erfolgte am 13. März 1798, die politische Gemeinde wurde 1812 errichtet.

## Einwohner
Entwicklung der Einwohnerzahl:
| Jahr | Einwohner        | Bevölkerungsdichte     |
| ---- | ---------------- | ---------------------- |
| 1900 | 01.971           |                        |
| 1930 | 03.482           |                        |
| 1950 | 04.690           |                        |
| 1970 | 10.943           |                        |
| 1981 | 13.556           |                        |
| 1986 | 17.739           | 216,9 Einwohner je km² |
| 1991 | 22.721 (1. März) |                        |
| 1996 | 28.208 (1. Mai)  |                        |
| 2001 | 40.826 (1. Nov.) |                        |
| 2002 | 52.572           | 642,8 Einwohner je km² |
| 2003 | 57.445           |                        |
| 2004 | 59.935           |                        |
| 2005 | 65.550           |                        |
| 2006 | 69.100           | 844,8 Einwohner je km² |
| 2007 | 72.328           | 884,3 Einwohner je km² |
| 2014 | 79.890           | 976,8 Einwohner je km² |
| 2016 | 79.172           | 968,0 Einwohner je km² |

## Lage
Die Stadt Arona liegt verkehrsmäßig etwas im Abseits, während Playa de las Américas und Los Cristianos von Santa Cruz sowie vom Flughafen Teneriffa Süd über  die  Südautobahn TF-1 sehr schnell zu erreichen sind.

## Persönlichkeiten
- Alejandro Huerta (* 1998), Beachvolleyballspieler
- Alba Spugnini (* 2000), Handballspielerin